# Сейткулов, Ержан Нураханович
Ержан Сейткулов (род. 4 апреля 1979, Каракастек, Алма-Атинская область) — казахстанский математик, кандидат физико-математических наук, специалист в области математических проблем информационной безопасности, профессор кафедры информационной безопасности и директор научно-исследовательского института информационной безопасности и криптологии ЕНУ имени Льва Гумилёва, внештатный советник министра оборонной и аэрокосмической промышленности РК по вопросам информационной безопасности.

## Биография
В 1996 году поступил на механико-математический факультет МГУ им. М. В. Ломоносова. С 2001 по 2006 год работал в Казахстанском филиале МГУ им. М. В. Ломоносова, с 2007 года работает в ЕНУ имени Льва Гумилёва.
В 2006 году защитил под руководством Мухтарбая Отелбаева кандидатскую диссертацию на тему «Математические методы защиты информации при использовании вычислительных систем». Автор более 40 оригинальных научных работ. По президентской программе «Болашак» прошел научную стажировку в университете штата Нью-Йорк по специальности «Методы и системы защиты информации, информационная безопасность».

## Общественная деятельность
В 2017—2018 года являлся членом общественного совета министерства оборонной и аэрокосмической промышленности РК, принимал участие в разработке государственной концепции «Киберщит Казахстана». Является инициатором и автором идеи создания головного института информационной безопасности. Данная идея была реализована Постановлением Правительства Республики Казахстан от 26 апреля 2018 года № 221, национальным институтом развития в сфере обеспечения информационной безопасности определено РГП на ПХВ «Институт информационных и вычислительных технологий» Комитета науки Министерства образования и науки РК.

## Награды
- Государственная молодёжная премия «Дарын» Правительства Республики Казахстан в номинации «наука».